# Steve Stricker
Steven Stricker (Edgerton, 23 februari 1967) is een Amerikaans golfprofessional.
Stricker begon met golfen op de Lake Ripley Country Club in Cambridge en op de Edgerton Towne Country Club, in zijn geboorteplaats Edgerton. In 1990 studeerde hij af aan de Universiteit van Illinois en werd hij professioneel golfer.

## Professional
Steve Stricker werd professional in 1990 en begon zijn carrière op de Canadese PGA Tour, waar hij twee toernooien won. In 1996 stapte hij over naar Amerikaanse PGA Tour. Dat jaar verliep vrij goed voor Stricker, want hij won twee toernooien en finishte zeven keer in de top tien.
Hij moest daarna tot 2001 wachten tot hij weer een toernooi won, namelijk het WGC - Matchplay. Maar in de tussentijd boekte Stricker goede prestaties, zo werd hij in 1998 tweede tijdens het PGA Championship. En won hij nog twee keer, in 1998 en 2000, het Wisconsin State Open.
Hierna duurde het een tijdje tot Stricker weer tot goede prestaties kwam, hij verloor in 2004 zelfs zijn tourkaart. In 2006 kwam zijn comeback en die was succesvol. Hij finishte namelijk zeven keer in de top tien. En werd door de PGA uitgeroepen tot comeback van het jaar. Het jaar daarna kon Stricker voor het eerst sinds 2001 weer een toernooi op zijn erelijst bijschrijven.
Het succesvolste jaar voor Stricker tot nu toe is het jaar 2009. Hij won in dat jaar namelijk drie toernooien. In 2010 stond hij vierde op de Official World Golf Ranking.

### Overwinningen

#### Amerikaanse PGA Tour
- 1996: Kemper Open, Motorola Western Open
- 2001: WGC - Matchplay
- 2007: The Barclays
- 2009: Crowne Plaza Invitational at Colonial, John Deere Classic, Deutsche Bank Championship
- 2010: Northern Trust Open, John Deere Classic
- 2011: Memorial Tournament, John Deere Classic
- 2012: Hyundai Tournament of Champions

#### Elders
- 1985: Wisconsin State Open (als amaterur)
- 1990: Victoria Open
- 1991: Wisconsin State Open
- 1993: Canadees PGA Championship
- 1998: Wisconsin State Open
- 2000: Wisconsin State Open

#### Teams
- 2009: The Shark Shootout (samen met Jerry Kelly)

### Majors
| Major            | 1993 | 1994 | 1995 | 1996 | 1997 | 1998 | 1999 | 2000 | 2001 | 2002 | 2003 | 2004 | 2005 | 2006 | 2007 | 2008 | 2009 | 2010 | 2011 |
| ---------------- | ---- | ---- | ---- | ---- | ---- | ---- | ---- | ---- | ---- | ---- | ---- | ---- | ---- | ---- | ---- | ---- | ---- | ---- | ---- |
| Masters          | =    | =    | =    | MC   | MC   | =    | T38  | T19  | T10  | MC   | =    | =    | =    | =    | MC   | MC   | T6   | T30  | T11  |
| US Open          | 83   | =    | T13  | T60  | T36  | T5   | 5    | T27  | MC   | T16  | =    | MC   | =    | T6   | T13  | T29  | T23  | T58  | T19  |
| Brits Open       | =    | =    | =    | T22  | T62  | T52  | MC   | MC   | T42  | T59  | =    | =    | =    | =    | T8   | T7   | T52  | T55  | T12  |
| PGA Championship | =    | =    | T23  | T26  | MC   | 2    | MC   | MC   | T66  | MC   | =    | =    | =    | T7   | T23  | T39  | MC   | T18  | T12  |

| Legenda                       |
| = : niet gespeeld             |
| MC: cut gemist                |
| T: tied (gedeelde klassering) |
| (A): als amateur              |

### Teams
Alle deelnames zijn names de VS 
- Alfred Dunhill Cup: 1996 (winnaars)
- Presidents Cup: 1996 (winnaars), 2007 (winnaars), 2009 (winnaars), 2011 (winnaars)
- Ryder Cup: 2008 (winnaars), 2010 (verliezers), 2012 (verliezers)